# St. Johannes Baptist (Molbergen)
St. Johannes Baptist in Molbergen ist die Pfarrkirche der katholischen Kirchengemeinde St. Johannes Baptist, die dem Dekanat Cloppenburg des Bistums Münster angehört.

## Geschichte
Molbergen wurde wahrscheinlich zwischen 1080 und 1088 als adlige Eigenkirche von der Urpfarrei Krapendorf (Pfarrkirche St. Andreas) abgepfarrt. Die ursprüngliche Fachwerkkirche wurde vermutlich im 12. Jahrhundert durch eine Feldsteinkirche ersetzt. Diese wurde wohl später mit Gewölbe und Strebepfeilern ausgestattet. Im 18. Jahrhundert wurde ein Turm errichtet.
Die alte Kirche wurde 1899 abgerissen, der Turm blieb zunächst erhalten. Von 1899 bis 1902 wurde die neue Kirche durch den Architekten Servatius Wüstefeld errichtet. Im Jahre 1904 wurde ein neuer Turm auf den barocken Turmsockel von 1773 gebaut.

## Beschreibung
Die neugotische Hallenkirche aus rotem Backstein hat ein vierjochiges Langhaus, das durch Kreuzpfeiler gegliedert ist. Im Mittelschiff befindet sich Kreuzrippengewölbe, in den Seitenschiffen Tonnengewölbe. Der eingezogene Chor hat einen Fünfachtelschluss. Die neugotische Turmspitze ist mit vier Staffelgiebeln ausgestattet.

## Ausstattung
Aus der alten Kirche wurde das gotische Retabel des Hochaltars übernommen, das um 1460 in einer westfälischen Werkstatt aus Sandstein gearbeitet wurde. Um die zentrale Darstellung der Kreuzigung Christi befinden sich 14 kleinere Felder mit verschiedenen Bibelszenen. Die Gemälde auf den Flügeln stammen von Anfang des 17. Jahrhunderts. Die Statuetten in der Predella sind denen des Hochaltars der Osnabrücker Johanniskirche nachempfunden und wurden wahrscheinlich um 1900 von Lukas Memken gefertigt.
Ein Großteil der Ausstattung stammt aus dem Barock. Dazu gehören eine Pietà von 1768 (eine Nachbildung des Telgter Gnadenbilds), Heiligenfiguren von Johann Heinrich König, ein hölzernes Taufbecken und eine Weihnachtskrippe von Thomas Simon Jöllemann aus dem frühen 18. Jahrhundert sowie der Orgelprospekt aus den Jahren 1786 bis 1789.
Die Glasmalerei im Chor stammt aus der Bauzeit der neuen Kirche und wird Wilhelm Derix zugeschrieben.

## Orgel
Die heutige Orgel wurde im Jahr 1964 von der Werkstatt Alfred Führer, Wilhelmshaven, erbaut, wozu ein barocker Orgelprospekt verwendet werden konnte. Nach Angaben in der Orgeldatenbank Weisel hat Johann Adam Berner senior 1723 hier ein Instrument mit einem  Manual und 11 Registern errichtet. Es muss jedoch unklar bleiben, ob das erhaltene Gehäuse (bzw. Teile davon) von diesem Werk stammen, da es bei Dehio auf einen späteren Zeitraum datiert wird. Weitere Arbeiten wurden in Molbergen durch einen Orgelbauer Kröger aus Osnabrück im Jahr 1890 durchgeführt.
Das Instrument hat 30 Register, die auf drei Manuale und Pedal verteilt sind. Es verfügt über Schleifladen mit mechanischer Traktur. Folgende Disposition wurde 1964 bei der Errichtung angelegt:
| Rückpositiv C–g3 |       |
| Bleigedackt      | 8′    |
| Quintade         | 8′    |
| Praestant        | 4′    |
| Rorflöte         | 4′    |
| Blockflöte       | 2′    |
| Quinte           | 1 ⁄3′ |
| Scharff III      | 1′    |
| Krummhorn        | 8′    |
| Tremulant        |       |

| Hauptwerk C–g3 |       |
| Quintade       | 16′   |
| Praestant      | 8′    |
| Rohrflöte      | 8′    |
| Oktave         | 4′    |
| Gedacktflöte   | 4′    |
| Nasard         | 2 ⁄3′ |
| Waldflöte      | 2′    |
| Mixtur IV-VI   | 1 ⁄3′ |
| Trompete       | 8′    |

| Brustwerk C–g3 |      |
| Gedackt        | 8′   |
| Dolce          | 8′   |
| Blockflöte     | 4′   |
| Prinzipal      | 2′   |
| Tertian II     |      |
| Zimbel III     | 1⁄3′ |
| Regal          | 8′   |
| Tremulant      |      |

| Pedalwerk C–f1  |       |
| Subbaß          | 16′   |
| Oktavbaß        | 8′    |
| Gedacktbaß      | 8′    |
| Choralbaß       | 4′    |
| Rauschpfeife IV | 2 ⁄3′ |
| Posaune         | 16′   |

- Koppeln: RP/HW, BW/HW, RP/P, HW/P, BW/P

Anmerkungen
1. ↑  schwellbar

## Glocken
Im Jahr 1949 die Glockengießerei Otto in Bremen-Hemelingen für die kath. Kirche Molbergen zwei Bronzeglocken.  Die Glocken haben folgende Durchmesser: 1200 mm, 940 mm. Zusammen mit einer Glocke aus dem 14. Jh. bilden sie ein dreistimmiges Geläut: e – fis – gis.